# Morgan Hill
Morgan Hill és una població dels Estats Units a l'estat de Califòrnia. Segons el cens del 2000 tenia 33.556 habitants.

## Demografia
Segons el cens del 2000, Morgan Hill tenia 33.556 habitants, 10.846 habitatges, i 8.633 famílies. La densitat de població era de 1.110,2 habitants/km².
Dels 10.846 habitatges en un 44% hi vivien nens de menys de 18 anys, en un 63,2% hi vivien parelles casades, en un 11,1% dones solteres, i en un 20,4% no eren unitats familiars. En el 15,1% dels habitatges hi vivien persones soles el 5,5% de les quals corresponia a persones de 65 anys o més que vivien soles. El nombre mitjà de persones vivint en cada habitatge era de 3,05 i el nombre mitjà de persones que vivien en cada família era de 3,38.
Per edats la població es repartia de la següent manera: un 30,5% tenia menys de 18 anys, un 7,6% entre 18 i 24, un 31,7% entre 25 i 44, un 22,7% de 45 a 60 i un 7,5% 65 anys o més.
L'edat mediana era de 34 anys. Per cada 100 dones de 18 o més anys hi havia 94,9 homes.
Entorn del 3,3% de les famílies i el 4,7% de la població estaven per davall del llindar de pobresa.

## Poblacions més properes
El següent diagrama mostra les poblacions més properes.